# Среднеазиатская овчарка
Среднеазиа́тская овча́рка — древняя порода собак из регионов Средней Азии.
Среднеазиатская овчарка — также известная как алабай (туркм. alabaý) и добёт/тобет (каз. төбет, кирг. дөбөт), порода собак-охранников домашнего скота. Не является результатом планомерного отбора: аборигенная порода. Исторически используются среднеазиатскими народами, чабанами для охраны скота. В странах СНГ широко используются для охраны и караульной службы. Распространены в перечисленных странах: Кыргызстан, Казахстан, Иран, Туркменистан, Турция, Таджикистан, Афганистан, Узбекистан. Считается национальным символом гордости в Туркменистане, где в 2020 году была установлена золотая статуя животного. Эта крупная порода была признана МКФ собакой молоссоидного типа и имеет сильное генетическое сходство с другими аборигенными типами охранных собак домашнего скота из этого региона, такими как грузинская овчарка (нагази), кангал и акбаш. Российские биологи и учёные изучают местную популяцию собак с XVIII века. После 1917 года советское правительство сосредоточилось на поиске рабочих пород собак для Красной армии и импортировало лучших представителей данной породы в Россию в соответствии с требованиями к военным и сторожевым собакам.

## История
Среднеазиатские овчарки (алабай, тобет) — одна из древнейших пород собак — типичный молоссоид. Она формировалась как порода народной селекции в течение более чем четырёх тысяч лет на огромной территории, простирающейся сегодня от Каспийского моря до Китая и от Южного Урала до Афганистана. В этой породе течёт кровь древнейших собак Азии, пастушеских собак различных кочевых племён и боевых псов Месопотамии, она состоит в тесном родстве с тибетским мастифом.

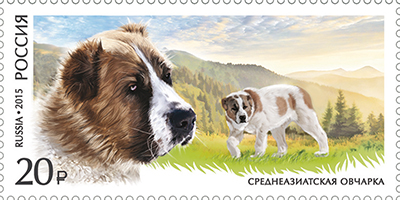
Среднеазиатская овчарка на почтовой марке России 2015 года

За время своего существования среднеазиатские овчарки использовались главным образом для охраны скота, караванов и жилища хозяина, подвергаясь жёсткому естественному отбору. Тяжёлые условия существования и постоянная борьба с хищниками сформировали внешний облик и закалили характер этой собаки, сделали её сильной, бесстрашной, научили экономно расходовать силы. В местах исконного обитания среднеазиатские овчарки используются преимущественно как караульные собаки, а также для охраны стад от хищников.
В Туркменистане чистокровные среднеазиатские овчарки называются алабай (туркм. alabaý) и наряду с лошадьми ахалтекинской породы считаются национальным достоянием и даже запрещены к вывозу из страны. Слово «алабай» происходит от общих для тюркских языков слов «ала» (означает неоднородный окрас, с пятнами) и «бай» (аффикс, аналог суффикса -ист, не путать с бай), что подчёркивает типичный пёстрый окрас собаки.
В Таджикистане чистокровные среднеазиатские овчарки называются «чупони» (пастушья) т. к. еще со времён древней Персии охраняли огромные стада.  В Узбекистане чистокровные среднеазиатские овчарки носят название бурибасар (узб. bo'ribosar) — что переводится как «волкодав». В Кыргызстане овчарка носит название — дёбёт (кирг. дөбөт). Они часто встречаются у чабанов в высокогорье, так как порода предназначена для перегона скота и охраны его от хищников. Но их нередко содержат и дома, овчарка является не только верным охранником, но и показателем престижа. В Казахстане порода носит название сродни с киргизским — тобет (каз. төбет), которое произошло от слияния слов «төбе» (верхушка, сопка, холм) и «ит» (собака) — буквально «собака на верхушке холма». Используются чабанами для охраны овечьих отар от волков и шакалов. В настоящее время численность алапаров и тобетов минимальна, но иногда их ещё можно встретить на отдалённых пастбищах Казахстана и Узбекистана.
Заводская работа с этой породой была начата в СССР в 1930-е годы. Собаку предполагалось массово использовать для охраны государственных объектов, но из-за сложности психологии породы задача массовой дрессировки была признана трудноосуществимой.

## Стандарт
В июле 1990 Госагропром Туркменской ССР утвердил стандарт породы «туркменский волкодав».

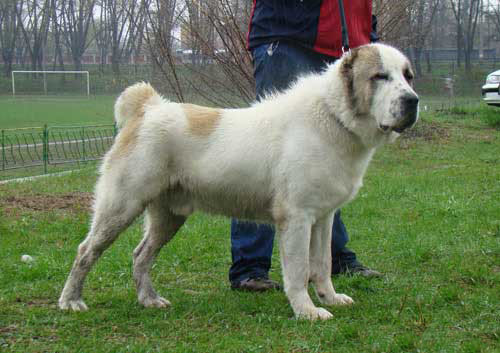
Молодой кобель среднеазиатской овчарки

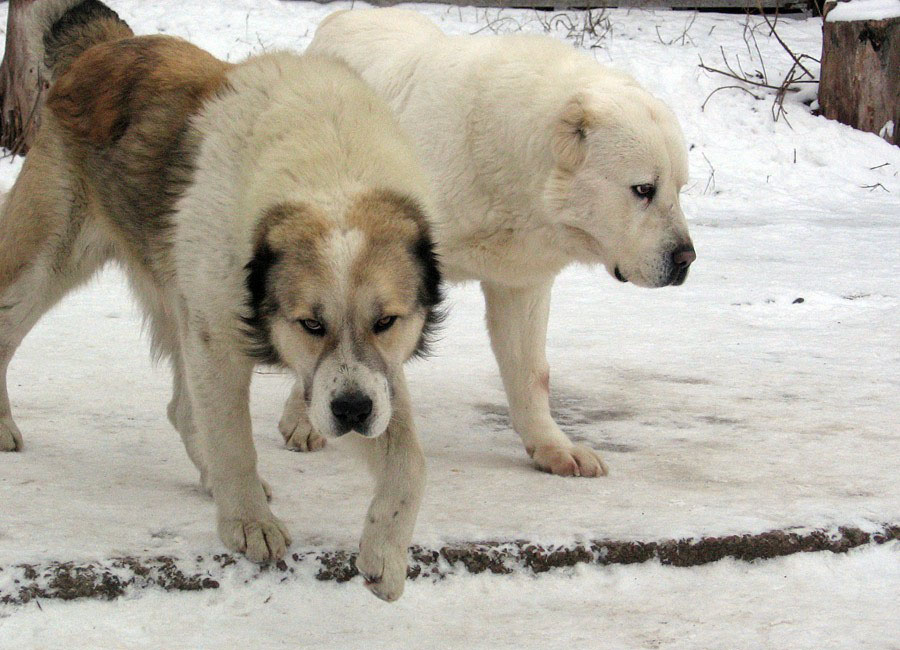
Среднеазиатские овчарки (кобель и сука)

17 мая 1993 года FCI был утверждён стандарт породы «Среднеазиатская овчарка» на основе национального стандарта 1989 года. В данной редакции стандарт действовал до 2010 года.
Племенной комиссией РКФ 21 марта 2000 года приняты изменения к стандарту, смягчающие требования к прикусу и окрасу собак.
23 мая 2003 года комиссией по стандартам РКФ утверждена новая редакция стандарта. Она направлена в комиссию по стандартам FCI и утверждена FCI в 2010 году.
Новый стандарт отличается от утверждённого FCI, в частности увеличением минимально допустимых размеров на 5 см: кобелей с 65 см до 70 см, сук с 62 см до 65 см.

### Внешний вид
Голова массивная, широкая. Лоб плоский. Переход ото лба к морде выражен незначительно. Объёмная, наполненная на всем протяжении морда. Мочка носа крупная, чёрного или коричневого цвета. Глаза округлой формы, тёмные, далеко отстоят друг от друга. Уши небольшие, треугольной формы, низко поставлены. Висячие. Часто их купируют.
Корпус мощный. Шея короткая. Грудь широкая, глубокая. Рёбра округлые. Спина прямая, крепкая, широкая. Поясница короткая, выпуклая, при взгляде сверху широкая. Круп широкий, мускулистый, почти горизонтальный. Характерна некоторая высокозадость. Живот слегка подобран. Конечности крепкие, с мощным костяком. Углы сочленений конечностей средние. Лапы крепкие, овальные, компактные. Хвост саблевидной формы, обычно купирован. Собака держит его низко.
Шерсть грубая, прямая и жёсткая на ощупь. Различают 2 разновидности волосяного покрова: шерсть длинная (7—8 см); короткая (3—4 см), гладкая. Густой подшёрсток. Окрас чёрный, белый, серый, коричневый, рыжий, палевый, а также тигровый, пегий или крапчатый. Недопустимы: печёночный, шоколадный, голубой.
Высота в холке кобелей — не менее 70 см, сук — не менее 65 см, вес — 40—80 кг.

## Проверка рабочих качеств

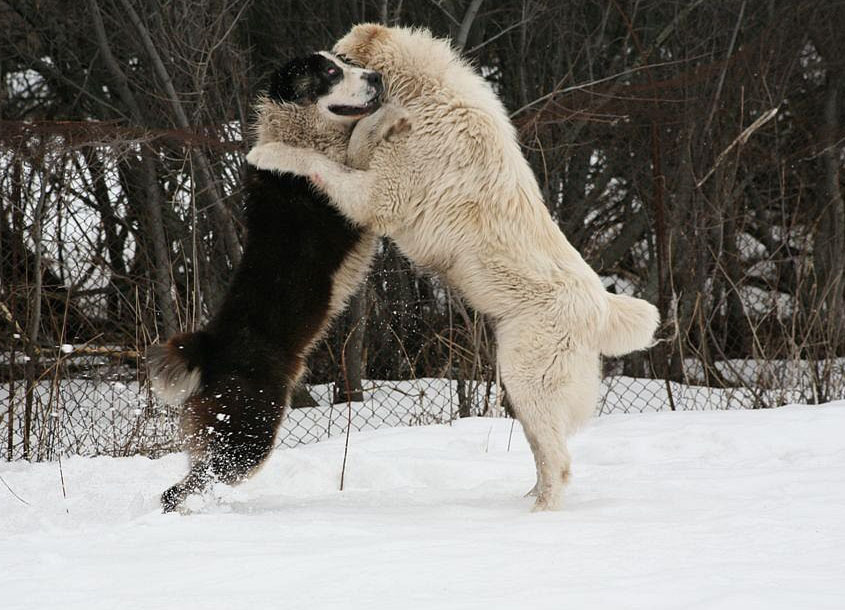
Естественная борьба кобелей за лидерство в стае

В современном понимании рабочих качеств собак основное предназначение породы — охрана и защита, и именно это подразумевается, когда говорят про рабочие качества среднеазиатской овчарки. Собаки, неспособные дать отпор двуногому или четвероногому противнику, не рассматриваются как истинные волкодавы и не должны принимать участие в разведении, какими бы титулами они ни обладали.
В Российской кинологической федерации для допуска в разведение необходимо сдать тестирование поведения, норматив которого подразумевает отсутствие выраженной боязни неагрессивных людей и звуков.
Многие любители среднеазиатских овчарок для оценки рабочих качеств среднеазиатской овчарки проводят бои по чётко установленным правилам, исключающим травмы или гибель собак. В современной истории эти мероприятия получили название «Тестовые испытания волкодавов». Тестовые испытания волкодавов — это проверка характера, силы духа представителей породы и физических качеств. Наряду с очевидными плюсами, у этого вида проверки есть и минусы: разводимые по результатам боёв алабаи утрачивают свойственное породе ритуальное поведение, имеют очень высокий уровень внутривидовой агрессии, не способны жить стаей, кроме как в паре кобель—сука.
Сегодня охранные качества среднеазиатской овчарки — самые востребованные в породе. Однако врождённая способность к охране есть не у каждой собаки, а передаётся она только генетически. Для выявления хороших караульных собак принят норматив «Караульная служба»: собака должна продемонстрировать управляемость и послушание хозяину, недоверчивость к посторонним, отказ от подброшенного злоумышленником лакомства, охрану блокпоста с яростной атакой и крепкой хваткой. В этих испытаниях принимают участие взрослые собаки, прошедшие соответствующий курс дрессировки.
Ряд энтузиастов породы применяет специальные тестирования врождённых особенностей психики и поведения, таких как стойкость, выраженность охранных качеств, выносливость нервной системы, чувствительность к визуальным и звуковым раздражителям. Применяются тесты «Скрадывание» (проверка способности среднеазиатских овчарок к самостоятельному противостоянию потенциально опасному противнику), «Кумулятивный» тест (проверка реакций среднеазиатских овчарок на повторяющееся действие нейтрального раздражителя), «Общий» тест (проверка устойчивости нервной системы собаки к усиливающимся, потенциально опасным в её восприятии воздействиям).

## Воспитание и дрессировка

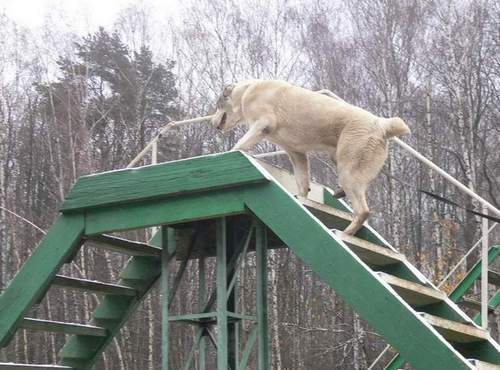
Среднеазиатская овчарка на дрессировочной площадке

Среднеазиатская овчарка — порода позднего онтогенетического развития. Собаки этой породы развиваются физически и интеллектуально полностью к 3 годам. Среднеазиатские овчарки взрослеют в большей степени дольше, чем собаки большинства других пород, в их поведении сохраняется гораздо меньше черт детского поведения, в том числе с возрастом снижается пищевая и игровая мотивации, на первое место выходит социальная. Поэтому ранняя дрессировка особенно важна для воспитания представителей этой породы.
Обладающие врождёнными задатками алабаи способны к несению различной службы, начиная с караульной, но не ограничиваясь ей.
Ранее существовал миф о том, что среднеазиатские овчарки не способны к апортировке предметов, но он успешно опровергается дрессировочной практикой, выступлениями этих собак на соревнованиях по послушанию, многочисленными видео с выполнением этого навыка и т. п.
Среднеазиатские овчарки рабочего разведения обладают острым чутьём и хорошей выносливостью, что делает их пригодными к следовой работе.
Воспитание и выращивание молодняка имеет важнейшее значение при работе с породой.

## Рост и развитие
Особое внимание следует уделять питанию и физическим нагрузкам для правильного развития опорно-двигательного аппарата. В случае неправильного выращивания алабаи склонны к заболеваниям ОДА, в первую очередь к развитию дисплазии тазобедренного сустава вследствие торсионной деформации бедренных костей (то есть скручивания по оси). Это нарушение возникает вследствие ускоренного, поэтому несбалансированного, роста костей и связок щенка: так как САО — аборигенная порода, приспособленная к недостатку пищи, на перекорм эти собаки реагируют очень большими привесами. Недобросовестные заводчики для улучшения «товарного вида» щенков специально перекармливают их. Норма веса для щенков среднеазиатских овчарок — прибавление 3,5 кг для сук и 4 кг для кобелей на каждый месяц.
Правильный физический тренинг очень важен для формирования алабаев. Выращенные в условиях гиподинамии и двигательной депривации собаки имеют проблемы как со здоровьем, так и с поведением. С самого юного возраста среднеазиатским овчаркам необходим полноценный выгул (после карантина), игры с хозяином и другими собаками, свободный бег по пересечённой местности, плавание и т. п. Силовые нагрузки и высокие прыжки (выше 100 см) противопоказаны для щенков до года. Бег по асфальту и ношение шлейки с свинцовыми грузами противопоказаны в любом возрасте, так как разрушают суставы.